# Kenneth Campbell
Kenneth Campbell (Saltcoats, 21 aprile 1917 – Brest, 6 aprile 1941) è stato un militare e aviatore scozzese.
Pilota di aerosiluranti della Royal Air Force durante la seconda guerra mondiale,  perse la vita nel tentativo di silurare l'incrociatore da battaglia Gneisenau ancorato nella rada di Brest (Francia), e in sua memoria fu decretata la concessione della Victoria Cross, la più alta decorazione militare britannica.

## Biografia
Nacque a Saltcoats, nell'Ayrshire (Scozia) il 21 aprile 1917, figlio di James e Jane Highet. Frequentò la Sedbergh School, conseguendo poi la laurea in chimica preso il Clare College dell'università di Cambridge. Mentre frequentava l'università il 23 agosto 1938 entrò a far parte del Cambridge University Air Squadron, parte integrante della Royal Air Force Volunteer Reserve. Conseguì il brevetto di pilota militare, divenendo pilot officer il 12 aprile 1939.  Poco dopo lo scoppio della seconda guerra mondiale, il 25 settembre dello stesso anno, fu chiamato a prestare servizio nella Royal Air Force. Con il grado di flying officer il 28 settembre 1940 fu assegnato al No.22 RAF Squadron, equipaggiato con gli aerosiluranti Bristol Beaufort. Nel marzo 1941 riuscì a danneggiare una nave mercantile nei pressi di Borkum, ed alcuni giorni dopo riuscì a sfuggire all'intercettazione da parte di alcuni caccia Messerschmitt Bf 110 della Luftwaffe, riportando alla base il velivolo gravemente danneggiato. Due giorni dopo durante una missione di pattugliamento "Rover" silurò un'altra nave al largo di IJmuiden.
Il 6 aprile 1941 partecipò ad un attacco contro l'incrociatore da battaglia Gneisenau che si trovava all'ancora nella rada di Brest. Superando con il suo Beaufort Mk 1 (N1016, OA-X) il fuoco concentrato dell'artiglieria contraerea, circa 270 armi di tutti i calibri, riuscì a lanciare il proprio siluro da una quota di 15 m (15 piedi). L'incrociatore da battaglia si trovava ormeggiato a circa 460 m dal molo interno del porto interno di Brest, ed egli dovette cronometrare precisamente il lancio dell'ordigno al fine di sganciarlo nelle vicinanze del lato del molo. Condotto con grande audacia l'attacco andò a buon fine e l'arma colpì il Gneisenau a poppa provocando gravissimi danni allo scafo, all'apparato motore, a diverse armi ad altre apparecchiature.  Per i danni riportati il Gneisenau dovette essere nuovamente ormeggiato al molo, da cui si era staccato solo il giorno prima. Le riparazioni richiesero sei mesi, e ridussero notevolmente l'operatività delle forze di superficie della Kriegsmarine impegnate ad attaccare i convogli di rifornimento alleati.
Una volta portato all'attacco, l'aereo cercò una rotta di scampo. Quest'ultima prevedeva di volare radente la superficie marina a tutta velocità, ma a causa dell'innalzarsi degli edifici che circondavano il porto l'aereo dovette alzarsi di quota rapidamente, rivelando la propria sagoma agli esperti cannonieri tedeschi. Immediatamente fu fatto segno da un preciso fuoco antiaereo che lo colpì ripetutamente facendolo precipitare nel porto, causando la morte di tutti i presenti a bordo. Quando i tedeschi recuperarono l'aereo e i corpi dei membri dell'equipaggio, seppellirono questi ultimi nel cimitero cittadino con tutti gli onori militari. Si trattava di Campbell, e dei sergenti James Philip Scott (RCAF, navigatore),  Ralph Walter Hillman (RAF, operatore radio) e William Cecil Mulliss (RAFVR, mitragliere). Il suo coraggio nel portare l'attacco venne conosciuto in Gran Bretagna solo quando i membri della resistenza francese riuscirono a trasmetterne la notizia. Per onorarne il coraggio il 10 marzo 1942 venne decretata postuma la concessione della Victoria Cross, massima onorificenza militare britannica, che fu consegnata da Re Giorgio VI ai suoi genitori durante una apposita cerimonia tenutasi il 23 giugno 1943.

### Annotazioni
1. ↑  Il 6 aprile sei Bristol Beaufort del No.22 RAF Squadron decollarono dal campo d'aviazione di St. Eval, vicino a Wadebridge, in Cornovaglia, per attaccare l'incrociatore da battaglia Gneisenau: tre bombardieri erano armati di bombe perforanti e tre di siluri per affondarlo.

### Fonti
1. 1 2 3 4 5 6  Winton 2016, p. 199.
2. 1 2  The VC and GC Association.
3. 1 2 3 4 5 6 7 8 9 10 11  Victoria Cross.
4. ↑   Archived copy, su ww2talk.com. URL consultato il 2 settembre 2012 (archiviato dall'url originale il 10 febbraio 2013).
5. ↑  (EN) The London Gazette (PDF), n. 35486, 10 marzo 1942.